# Koczownik

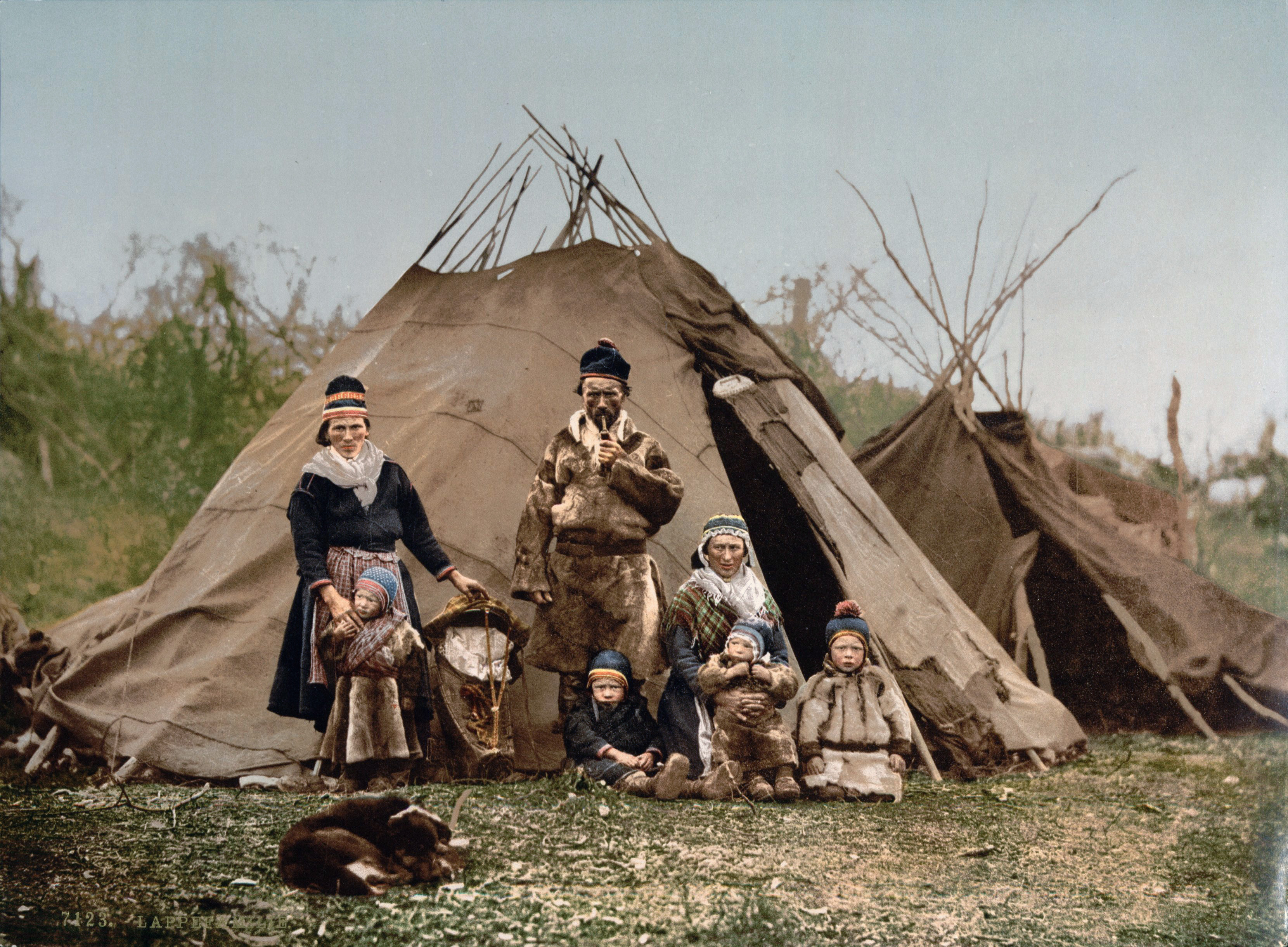
Obozowisko rodziny Saamów (około 1900)

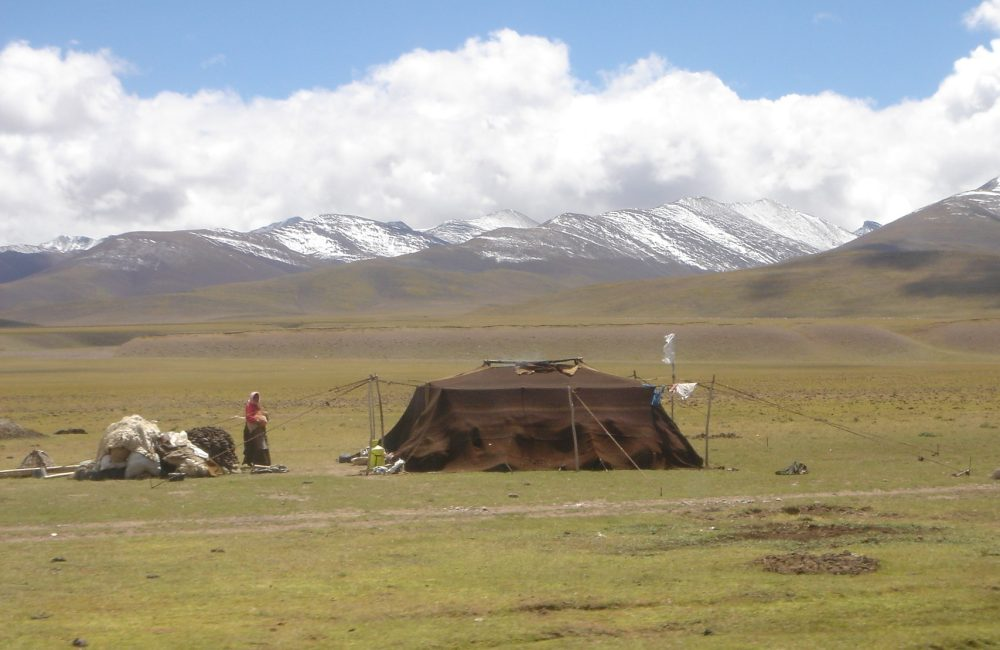
Koczownicy w Tybecie (2005)

Koczownik, nomada – wędrowiec, członek grupy ludzi nieposiadającej stałego miejsca zamieszkania, przemieszczającej się z miejsca na miejsce, np. w związku ze zmianami pogody lub w poszukiwaniu żywności, wody, opału albo pastwisk dla zwierząt hodowlanych. Osoba prowadząca koczowniczy, wędrowny tryb życia, także podróżująca stale lub sezonowo z powodów handlowych, kulturowych lub religijnych.
Słowo nomada pochodzi z fr. nomade, łac. nomas, gr. νομᾰ́ς nomas dop. νομᾰ́δος nomados – „wędrujący w poszukiwaniu pastwisk”.
Grupy koczowników były zazwyczaj zorganizowane w jednostki plemienne, mężczyźni tworzyli zwarte grupy wojowników, aby podporządkować sobie tereny, w obrębie których grupa przebywała.
Nomadzi nie trudnili się rolnictwem. Korzystali po prostu z zasobów ziemi tak długo, dopóki ich nie wyczerpali. Wówczas zwijali obozowiska i ruszali w poszukiwaniu lepszych warunków. Koczownicy, tak jak wszyscy, czasem toczyli wojny między sobą, czasem najeżdżali ludy osiadłe, a czasem po prostu handlowali. Ich ruchliwość sprawiała, że wszelkie wieści i nowości rozprzestrzeniały się po świecie znacznie szybciej.
Wtargnięcie koczowników na tereny osiadłych cywilizacji odcisnęło piętno na historii Starożytnego Egiptu i Babilonii, a swój rozkwit społeczeństwa nomadów osiągnęły podczas najazdu Mongołów pod przewodnictwem Czyngis-chana oraz Timura w Azji i Europie w XIII, XIV i wczesnym XV wieku.
Współczesnymi przykładami koczowników są
- Beduini z Arabii – Arabowie z jednego z plemion koczowniczych Arabii, Syrii, Nubii, lub pustyń Sahary
- Romowie
- Tuaregowie
- Irish Travellers
- Inuici
- Pigmeje
- Buszmeni
- Lapończycy
- Czukcze
- Aborygeni australijscy
- Cyfrowi nomadzi

Obecnie kształtuje się nowy trend cyfrowych nomadów, którzy korzystając z dobrodziejstw cyfryzacji i Internetu nie są ograniczeni do jednego miejsca zamieszkania podczas wykonywania zawodu.